# Pastore boemo
Il pastore boemo è una razza canina, nota anche come Chodský pes, riconosciuta come razza nazionale in Repubblica Ceca dal 1985, riconosciuta dalla FCI su base provvisoria nel 2019.
Fu allevato in modo tale da assomigliare il più possibile alle immagini conservate, ma doveva anche distinguersi dalle razze già approvate da altri paesi. Il colore del mantello è nero con macchie color ruggine, il mantello lungo forma una criniera attorno al collo. Grazie alle dimensioni medie, il temperamento e la docilità è adatto per l'addestramento ai servizi, al soccorso, all'agility, ma è ottimo anche come cane da compagnia.

## Temperamento
È un cane ideale per chi è molto attivo, questa razza ha parecchia energia, non è aggressiva, è facilmente addestrabile e si comporta in maniera ottimale con i bambini ed altri cani. La sua ottima agilità ed acuto senso dell'olfatto lo rende un ottimo cane da salvataggio, è inoltre di grande compagnia per persone con disabilità ed un eccezionale cane da guardia. Questa razza ha un temperamento stabile ed accogliente quindi docile con il proprietario, la sua famiglia e soprattutto con i bambini.

## Storia del pastore boemo

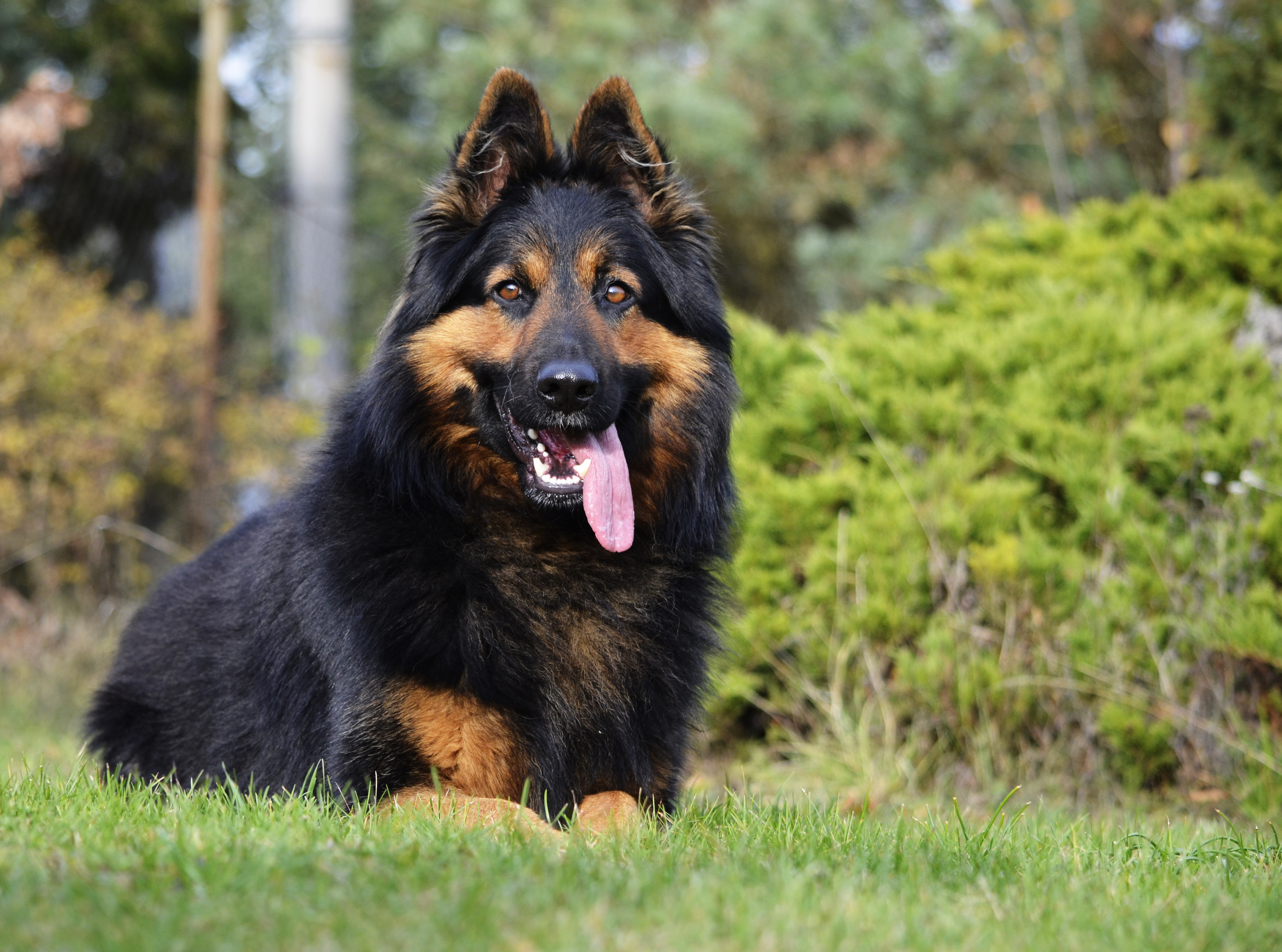
Cane adulto

Il pastore boemo è una razza nazionale ceca e la sua storia risale al 13 ° secolo, quindi è la più antica razza ceca insieme al Ratter. In antichità, oltre a sorvegliare la terra di confine, erano anche usati per la pastorizia. Jindřich Šimon Baar ha citato il pastore boemo nei suoi ricordi, Mikoláš Aleš lo ha immortalato nei suoi disegni, i quali hanno accompagnato il romanzo "Psohlavci" di Alois Jirásek.
Il pastore boemo, tuttavia,  cadde quasi nel dimenticatoio. Solo nel 1984 i cinologi tentarono di ricrearlo. La base per il nuovo allevamento del cane pastore boemo fu la femmina Bessy, il cane Dixi e in seguito il cane Blesk. Tra il 1987 e il 1992 sono state allevate 35 cucciolate, stabilizzando e definendo la razza.

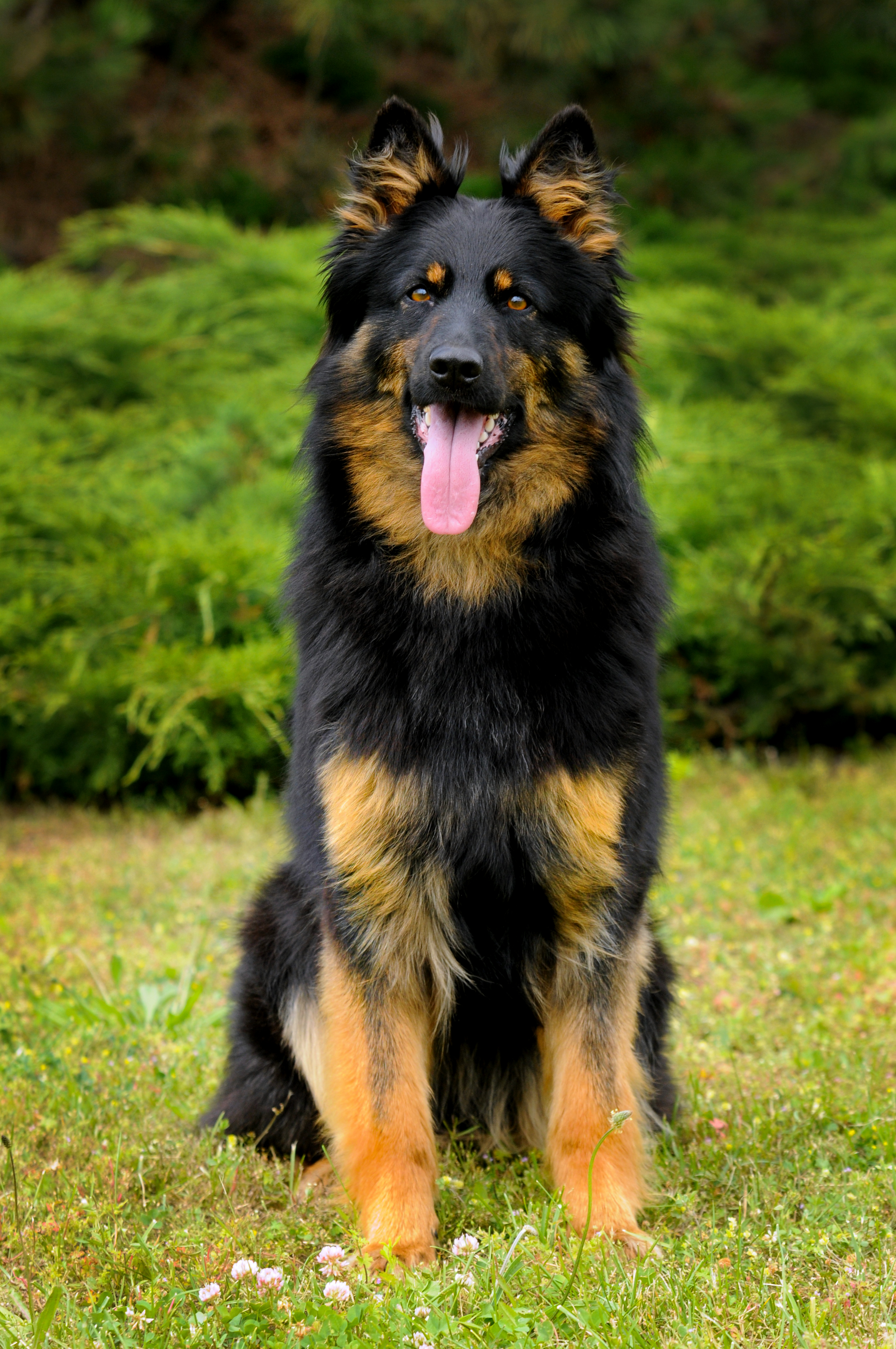

## Aspetto generale
Il pastore boemo è un cane di taglia media, ha una struttura rettangolare e una struttura corporea armoniosa. L'altezza ideale al garrese nei cani è 52 - 55 cm, nelle femmine 49 - 52 cm, è tollerata una tolleranza di 2 cm. Le gambe corte sono un'altra caratteristica tipica di questa razza. Il peso dovrebbe essere compreso tra 16 e 25 kg. Il mantello è lungo 5 - 12 cm, dritto, con un sottopelo denso, rendendo il pastore boemo resistente alle intemperie. Il mantello nero con macchie. La distribuzione delle macchie è fissata dallo standard - sopra gli occhi, sulle guance, da dove si trasformano in una mezzaluna classica sotto il collo, oltre il petto e gli arti. Le orecchie sono corte e ricche di peli, portate in alto e dritte, dando al cane la giusta espressione. Il ricco cappotto sul petto è il cosiddetto colletto. Ha un eccellente senso dell'olfatto ed è estremamente vigile.

### Frequenti difetti esterni
Recentemente, negli allevamenti di cani di questa razza, si riscontra un'altezza del garrese superiore a quella consentita, spesso causata da un incrocio inappropriato di individui. Anche le macchie non correttamente distanziate sono un difetto; non devono essere troppo luminose, non devono essere al di fuori delle aree prescritte, non devono essere completamente assenti e devono essere visibili da lontano.

## Comportamento
Il pastore boemo è vivace, naturalmente sicuro di sé, senza segni di nervosismo e sempre ben gestibile. È molto docile, quindi ben gestibile. È anche un buon cane da guardia, può essere usato come cane d'aiuto o da soccorso. Può essere utilizzato per proteggere le mandrie di pecore ed è molto legato emotivamente al suo proprietario ed alla sua famiglia. Per la sua pazienza e tolleranza, è un grande compagno per i bambini. È docile con gli estranei, ma può essere aggressivo quando qualcuno minaccia i propri cari o le loro proprietà. Si comporta bene con altri cani, ma la maggior parte di loro non li cerca.

## Cura

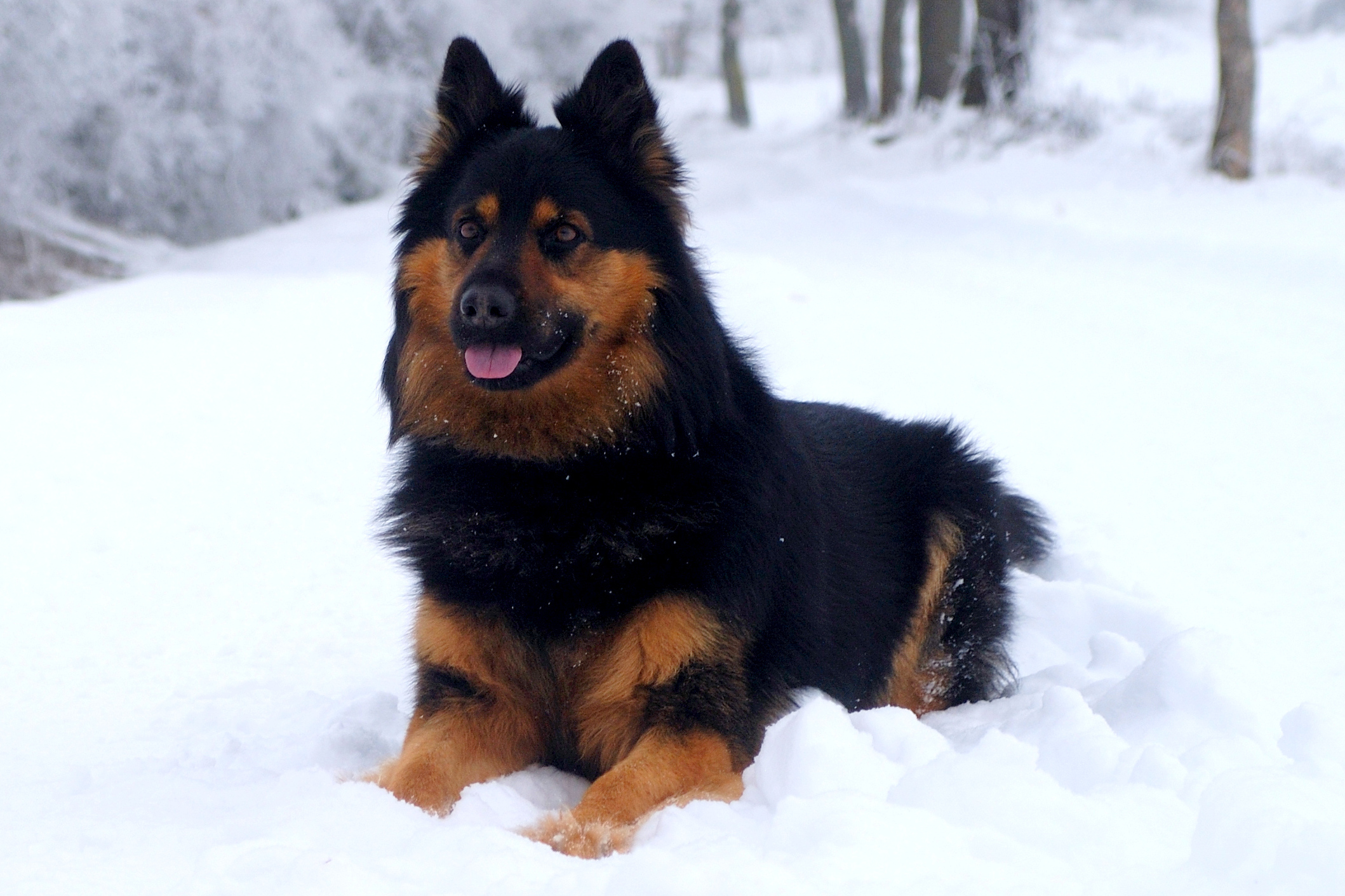
Caesar Chodský drahokam

Il mantello del pastore boemo è piuttosto lungo, dai 7 ai 10 cm, ha un sottopelo denso, cambia il mantello due volte l'anno, in primavera e in autunno. Durante questo periodo, è necessario prestare maggiore attenzione ma di norma è necessario spazzolarlo solo una volta a settimana. I cani di razza perdono molto pelo, quindi non sono adatti per chi soffre di allergie. È necessaria una pettinatura accurata intorno al collo. Il pelo non si taglia.
Richiede sia un duro allenamento che un buon addestramento, dove bisogna avere chiari e ben definiti i limiti che il cane non può oltrepassare, come ad esempio, una volta che al cane è stato proibito di entrare in casa, deve rispettarlo e lo devono rispettare anche i padroni. Dato che è un cane intelligente e docile, impara rapidamente. Fin da cucciolo è necessario farlo socializzare, utilizzare i mezzi di trasporto, conoscere estranei, animali ed altri cani.

### Salute
Il pastore boemo non è una razza che soffre di malattie ereditarie, ma dal 1997 è stata introdotta la radiografia obbligatoria alle articolazioni dell'anca. Questo per prevenire la displasia dell'anca e gli individui con un grado superiore a II. sono esclusi dalla riproduzione. I pastori boemi che vivono tutto l'anno all'aperto spesso soffrono di infiammazione alle orecchie. Non tollera molto il caldo.